# 鍋島燒

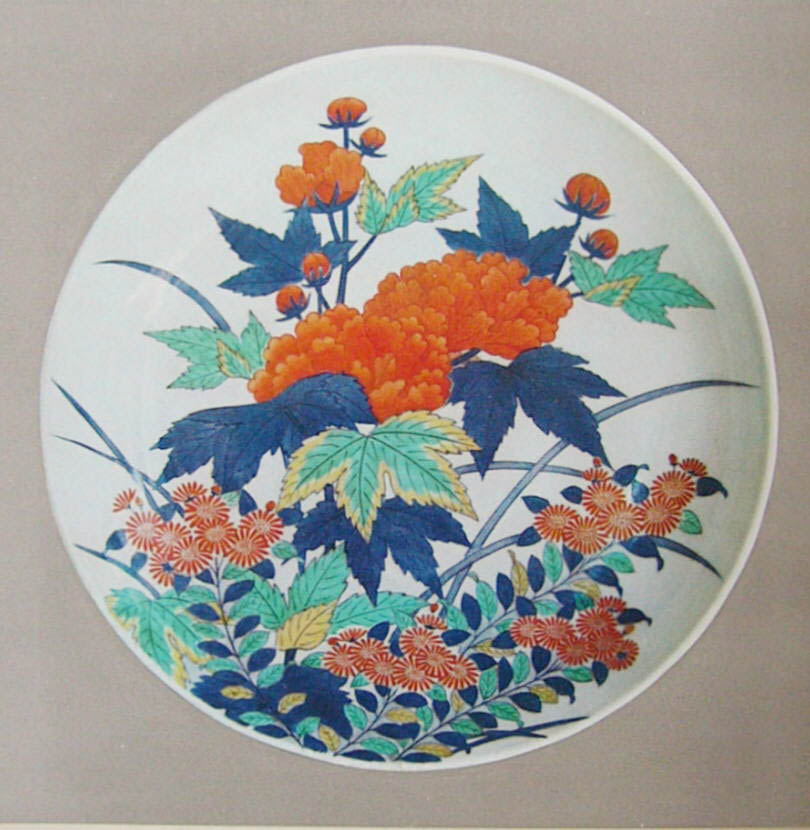
色繪芙蓉菊文皿

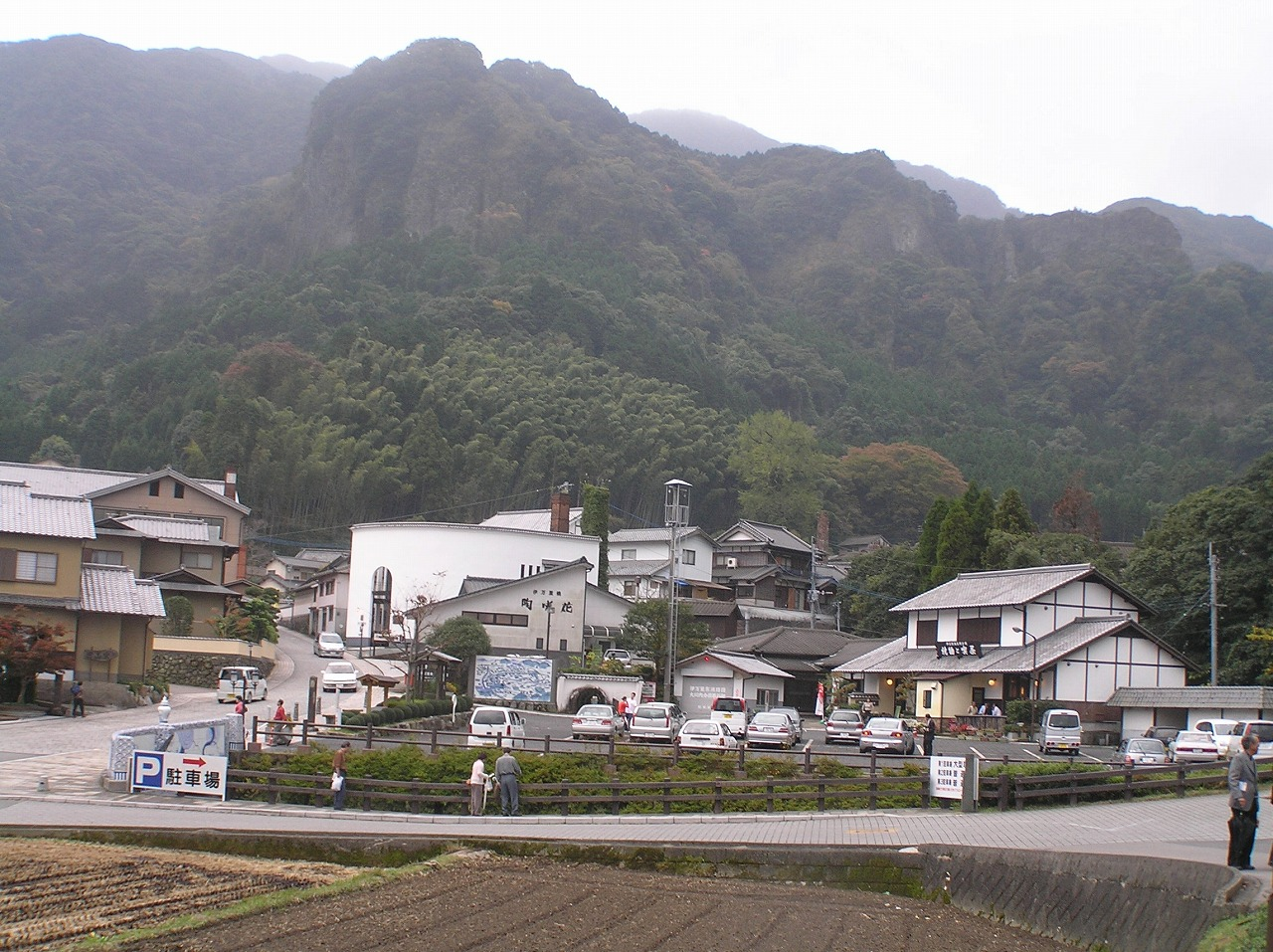
鍋島燒 窯元全景

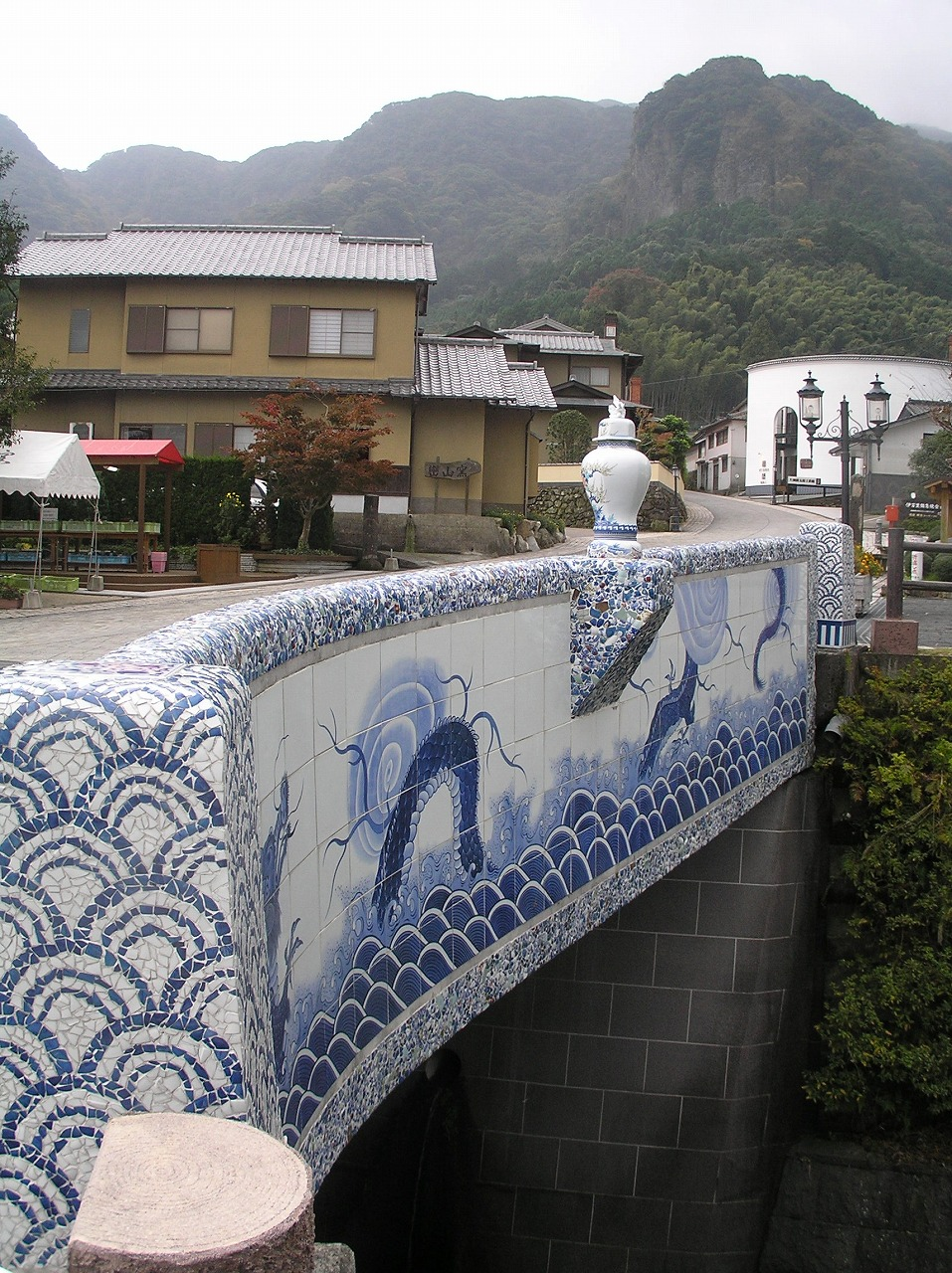
大川内山 鍋島燒 窯元

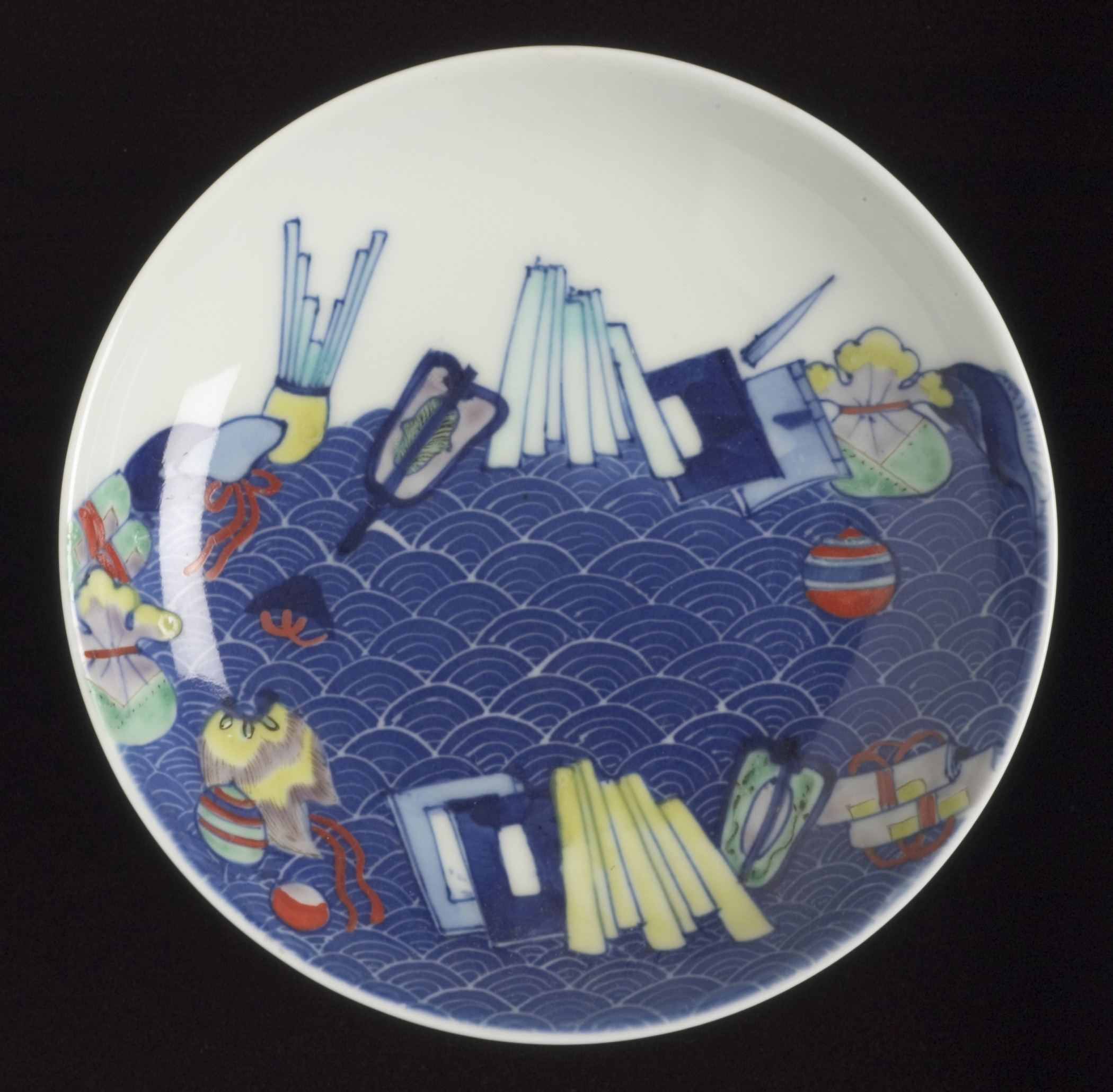
色繪寶尽文皿 洛杉磯郡立美術館

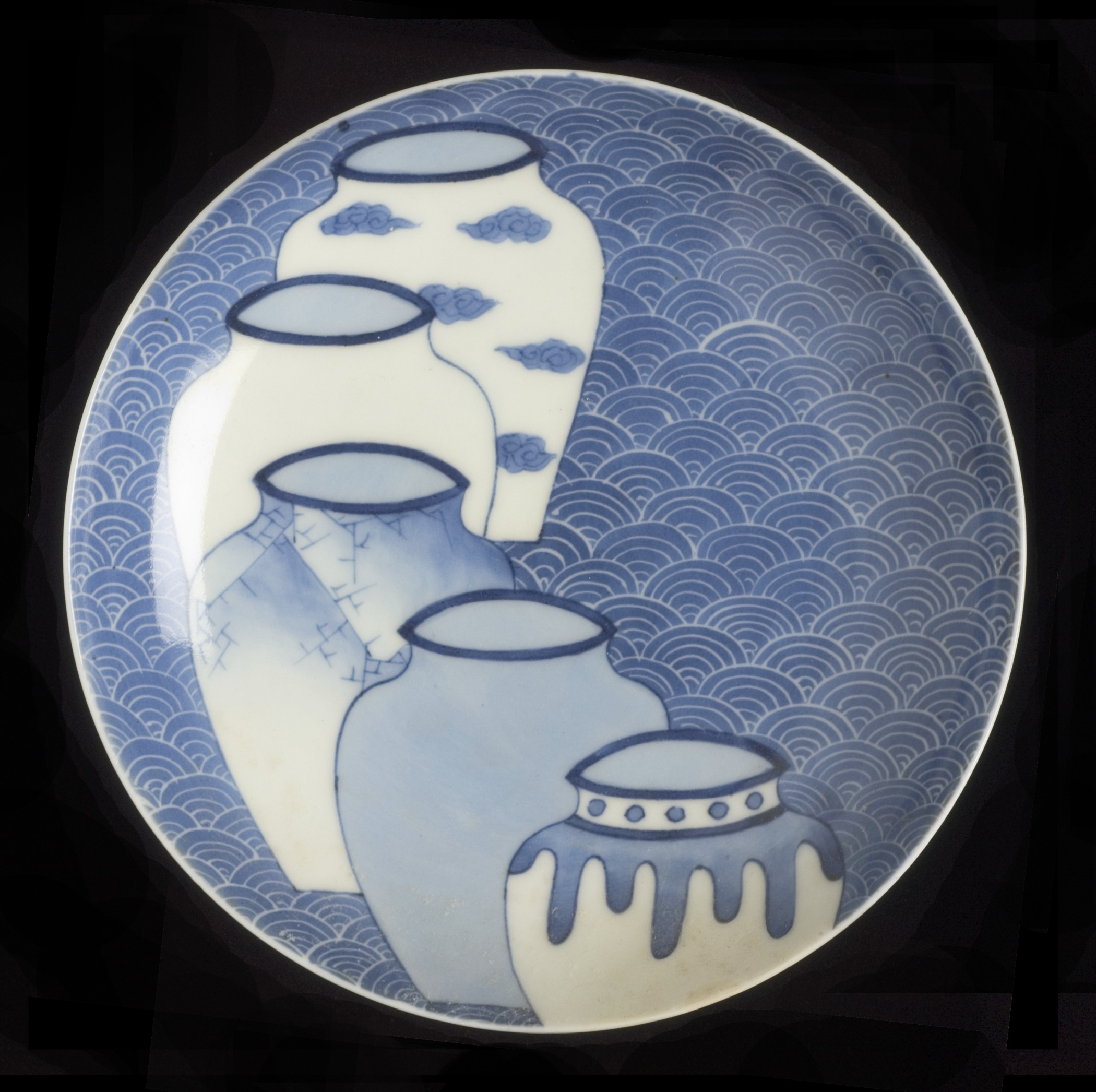
染付壺文皿 洛杉磯郡立美術館

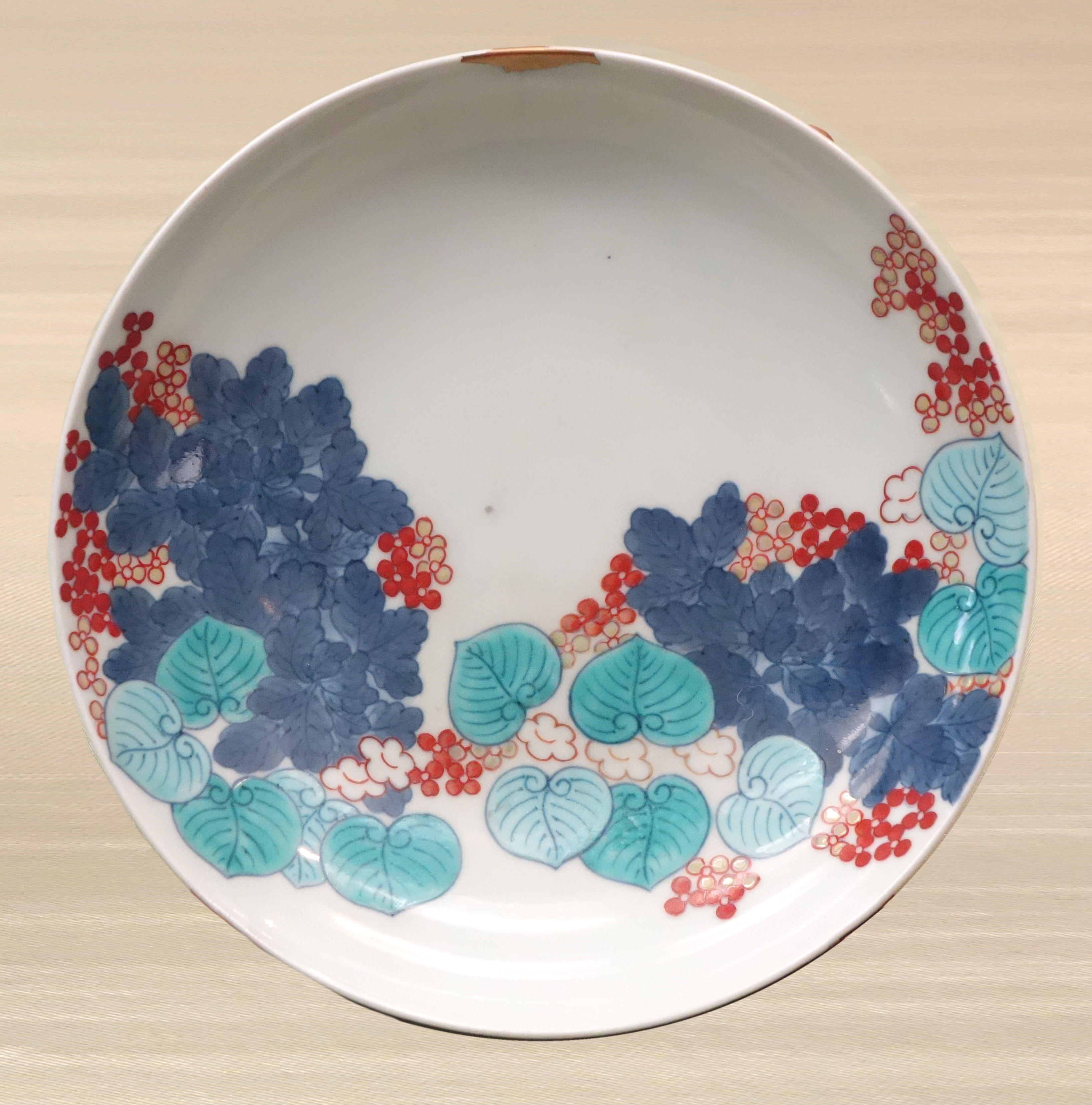
色繪葵文皿 東京國立博物館

鍋島燒（日语：／ Nabeshima-yaki），簡稱「鍋島」，為江戶時代由佐賀鍋島藩窯所燒製的高檔瓷器，其窯址位處日本為人熟知、深具代表性的瓷器產地，肥前國有田（今九州佐賀縣有田町）、伊萬里（今 佐賀縣伊萬里市）地區。其中在大川內山（位於佐賀縣伊萬里市南部）經營的窯場不僅提供藩主日用所需之器皿，更有生產奉贈予幕府將軍、其他藩主之高級禮品。
隨著1871年（明治4年）的廢藩置縣，鍋島燒的燒造傳統受到中斷，其技法轉由今泉今右衛門家族代代相承，並以近代工藝的面貌獲得復興。

## 歷史

### 前史
很長一段時間，日本依賴向中國進口瓷器用品，遲遲未發展本國的瓷器燒造技術，此一情形直到十六世紀末才有所轉變。當時，豐臣秀吉經由九州北部發兵朝鮮，在日方所謂的文祿、慶長之役（朝鮮稱為「壬辰倭亂」）中帶回一批朝鮮陶工，而相傳其中的陶工李參平，於1616年（元和2年），在肥前國鍋島藩領地內的泉山發現白瓷土礦，並成功於有田地區創燒出日本最早的瓷器，此一風潮也影響鄰近地帶之窯業修築新的窯場，從原先陶器的燒製轉向瓷器的生產。

### 藩窯的創設
作為日本唯一藩主直營的窯場，鍋島藩窯由佐賀藩主鍋島勝茂於1628年（寬永5年）下令興築，並建立嚴格的產制規範，採專業分工的流水線生產模式，燒造高度規格化、非販售用的瓷器。其窯場自創設後，歷經所在地點的更變，大致可分為岩谷川內窯時代（1628年-1661年）、南川原窯時代（1661年-1675年），以及大川內窯時代（1675年-1871年）此三個時期。
其中在南川原窯時代，由於地處柿右衛門窯場東側附近而受其技術影響，鍋島燒之作品日益精巧、進步。後來，一方面為避免洩漏藩窯的燒瓷技術，另方面也配合青瓷釉料的採取，它的位址遷移至隱密的大川內山中，與外界全然隔絕，而形同祕境窯場。得天獨厚的環境因素，加上大量人力、物力的投入，不僅令鍋島藩窯的規模愈加龐大，技術也更為提升，進而確立鍋島燒典型的器形規格、紋飾圖樣，並發展獨樹一幟的和式風貌，於富麗華美中透露沉著莊重的氣息，正與江戶時代各貴族之格調、風範相稱。此外，現今所見名作或被日本訂為「重要文化財」之作品亦多為大川內窯時代產製，故此時期堪稱鍋島燒之黃金時代。

### 近代以降的鍋島
1871年幕藩體制結束後，鍋島燒的官窯制度亦隨之消失。此時，先前自藩政時代便代代世襲的御用彩繪陶工，今泉家族在第十代今泉今右衛門的努力下，將窯場改為民營事業，保存鍋島燒的傳統產製技術。到了第十三代今泉今右衛門時，更於傳承鍋島式樣之際，發展出將釉彩吹散，使其自然散落、暈染的「吹墨」技法，以及透過反覆吹附，使墨彩覆蓋於整件器體表面，形成一層薄墨的「薄墨」技法，這種兼有傳統與創新的製瓷手法，使第十三代今右衛門被認定為「人間國寶」，也就是「國家重要無形文化財的保持者」。
第十三代今右衛門的次子，十四代今右衛門繼承家族事業後，則著重研究「墨彈」技法——在未上釉的器體表面，先用含防水膠的墨汁描繪圖案輪廓，接著以青花釉料著色。而於高溫燒造過程中，防水的墨汁能避免輪廓線遭到周圍青花釉料的染色，並會在燒造後蒸發消失，留下襯著藍底的白色紋樣。2014年時，延續其父親被認作「國家重要無形文化財保持者」的殊榮，十四代今右衛門成為當今最年輕便得到「人間國寶」肯定的陶藝家。
在今泉今右衛門家族不遺餘力地推廣與弘揚之下，不僅建立了以收藏、展覽伊萬里瓷與鍋島燒為主的「今右衛門古陶瓷美術館」，「色鍋島」更於1971年（昭和46年）被指定為重要無形文化財，並由今泉今右衛門家族組成的「色鍋島技術保存會」負責永續保存、經營之工作。

## 製品的特色

### 器形種類與典型規格
鍋島燒之器形種類作為飲食器具者居多，其中尤以木盃形的瓷盤占絕大多數，另兼有碗、瓶、壺、香爐、裝飾品及盛水用的釜形器等。而木盃形的瓷盤，屬鍋島燒特有之樣式，它的器體深而圈足高且大，圈足外側在1670年代後，亦即鍋島燒的鼎盛時期，由原本花草、幾何紋樣，發展出定型化的梳齒般紋飾而被稱作「櫛圈足」，由於當時嚴禁其他窯場仿製，故其可謂鍋島產品的獨家標誌。此外，據說作為供奉給幕府將軍或藩主間禮尚往來的禮品者，其圈足高度更會特別高。
另方面，鍋島瓷盤口徑主要有三寸（約9cm）、五寸（約15cm）、七寸（約21cm）、一尺（約30cm）的規格，而瓷盤器體外側的圖騰除包含牡丹、蓮瓣等蜷曲的花草類紋飾，如圓形璧玉與紐帶串連而成的三組七寶繫紋更屬典型，七寶繫紋所含圓形的數量與紐帶表現的繁複精細程度，則視盤面大小而有所變化、增減。

### 技法與風格
就釉彩的裝飾技法，主要可將鍋島燒區分為「鍋島青瓷」、「鍋島染付」（染付意即青花），以及多彩的「色鍋島」三大類型，此外，也有少數與銹釉、瑠璃釉組合使用的製品。
- 鍋島青瓷

呈現柔和穩重風格的鍋島青瓷，以白瓷土添加含有少量三氧化二鐵為著色劑的青瓷釉料，透過高溫還原焰燒製而成，由於燒製過程中三氧化二鐵會還原成氧化鐵，故使鍋島青瓷之釉色呈現淡青色。
除了純然單色的青瓷，鍋島青瓷還可與釉下青花或釉上彩技法搭配，燒製成含有不同色彩圖案的「青瓷染付」和「青瓷色繪」作品。此外，鍋島青瓷製品中較少有飲食用的杯盤，而多水壺、花瓶、香爐等，變化較多、饒富趣味之器形。
- 鍋島染付

染付，即日本對青花瓷的稱謂，全器仰賴藍色色彩深淺、濃淡變化構成裝飾圖樣，而其圖樣是以含氧化鈷之釉料所描繪而成，故經燒製後形成青藍色的花紋。
- 色鍋島

色鍋島於色彩運用上有其明確的規範與限制，亦即以釉下藍彩，與釉上紅、綠、黃三彩為基準，偶爾才略添紫、黑二色。其中藍彩屬於色鍋島中最主要的色調，用作構圖、勾勒輪廓線、繪製器體外側的紋飾。而重要性僅次於藍彩的紅彩，在使用幅度上亦佔有相當大的比例，其豔麗飽滿的色澤，正於藍彩相輔相成，形成鮮明對比，為畫面增添一絲活潑的氣息。至於在畫面中較少展現的綠、黃二彩，其中仍以綠彩的應用略為頻繁，此二色之功能在於作為藍色輪廓線中的填色與點綴，使整體色彩層次更為豐盈。
而於鍋島燒中常見的圖案紋樣多與幾何圖形、人造器物以及自然景物的描繪相關。其中幾何圖形包括以大量重複的雷紋、青海波紋等紋路形成圖案背景；或以仿造紡織品紋路的更紗紋覆蓋器表，以及以圓形的輪紋、四稜花紋橫貫瓷器表面。而人造器物中包含各種寶物、流水甕、線軸等等，但較少以建築物為繪畫主體。至於自然景物，則有松、竹、楓、梅、櫻等植物，兔、鶴、鷺鷥等動物，與紅蘿蔔、白蘿蔔、茄子、桃子等蔬果。整體而言，鍋島燒的圖案題材不僅極為豐富多樣，且有許多不具象徵意義之圖像的大膽使用，這在在顯示其所擁有的和式風格，以及與中國瓷器的不同之處。

## 代表作

### 直徑一尺的圓盤名品
- 色繪柏樹雙鳥文皿（東京国立博物館）
- 色繪桃花文皿（MOA美術館、重要文化財）
- 色繪橘文皿（MOA美術館）
- 色繪寶盡文皿（林原美術館）
- 色繪石榴文皿（個人藏）
- 色繪岩山吹文皿（瑞士，鮑氏東方藝術館）
- 色繪蘭圖皿（個人藏）
- 色繪芙蓉菊文皿（三立服部美術館、重要文化財）
- 色繪岩牡丹植木缽文大皿（栗田美術館、重要文化財）
- 色繪藤棚文皿（九州国立博物館、重要文化財）
- 青瓷染付清海波寶盡文皿（根津美術館）
- 青瓷染付水車文皿（今右衛門古陶瓷美術館）
- 染付鷺圖三腳皿（佐賀縣立九州陶瓷文化館、重要文化財）
- 染付松樹文三腳皿（三得利美術館、重要文化財）

### 其他
- 色繪松竹梅橘文瓶（個人藏、有兩件、其中一件為重要文化財）

## 參考文獻

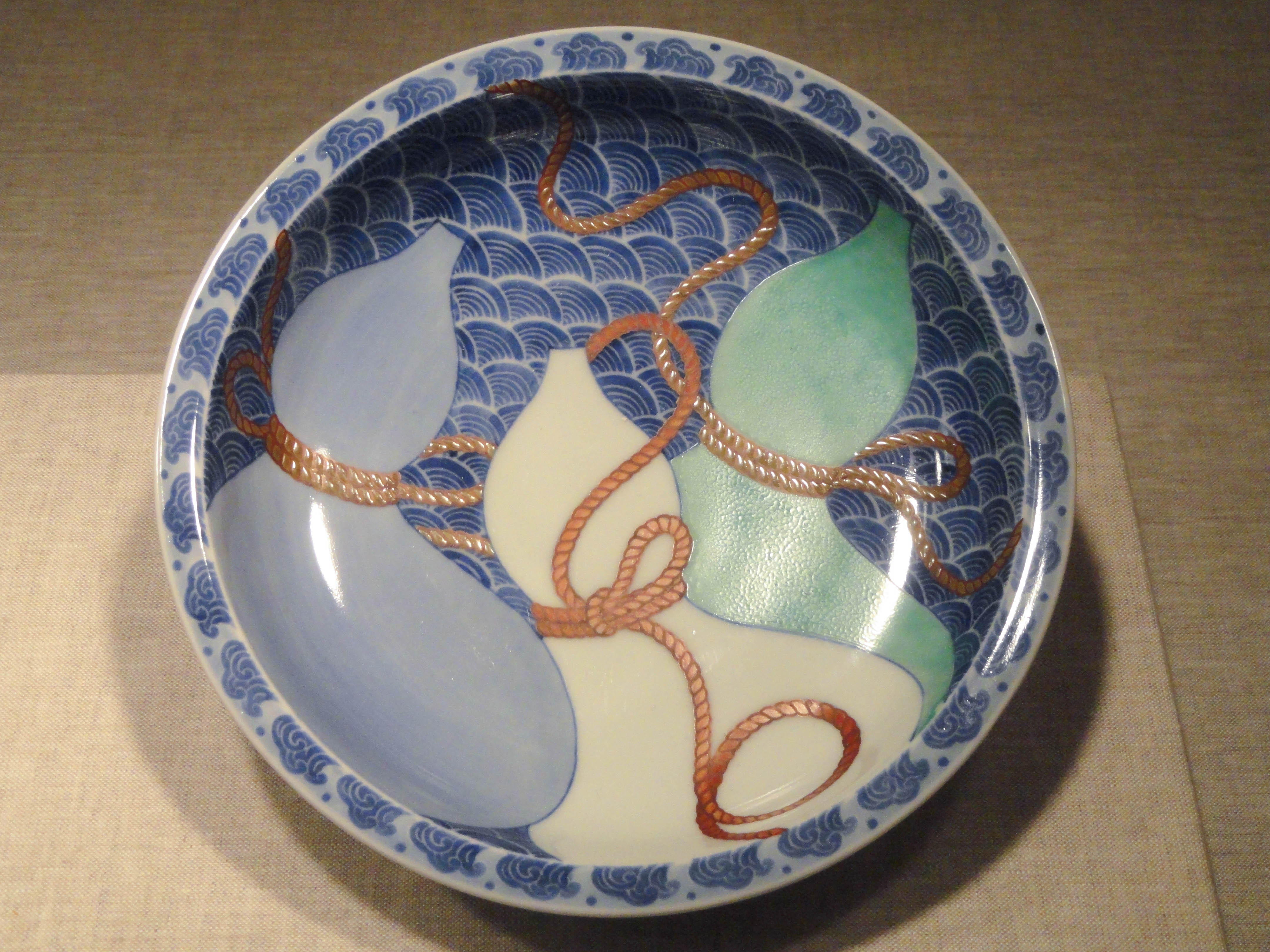
色絵三瓢文皿 芝加哥美術館

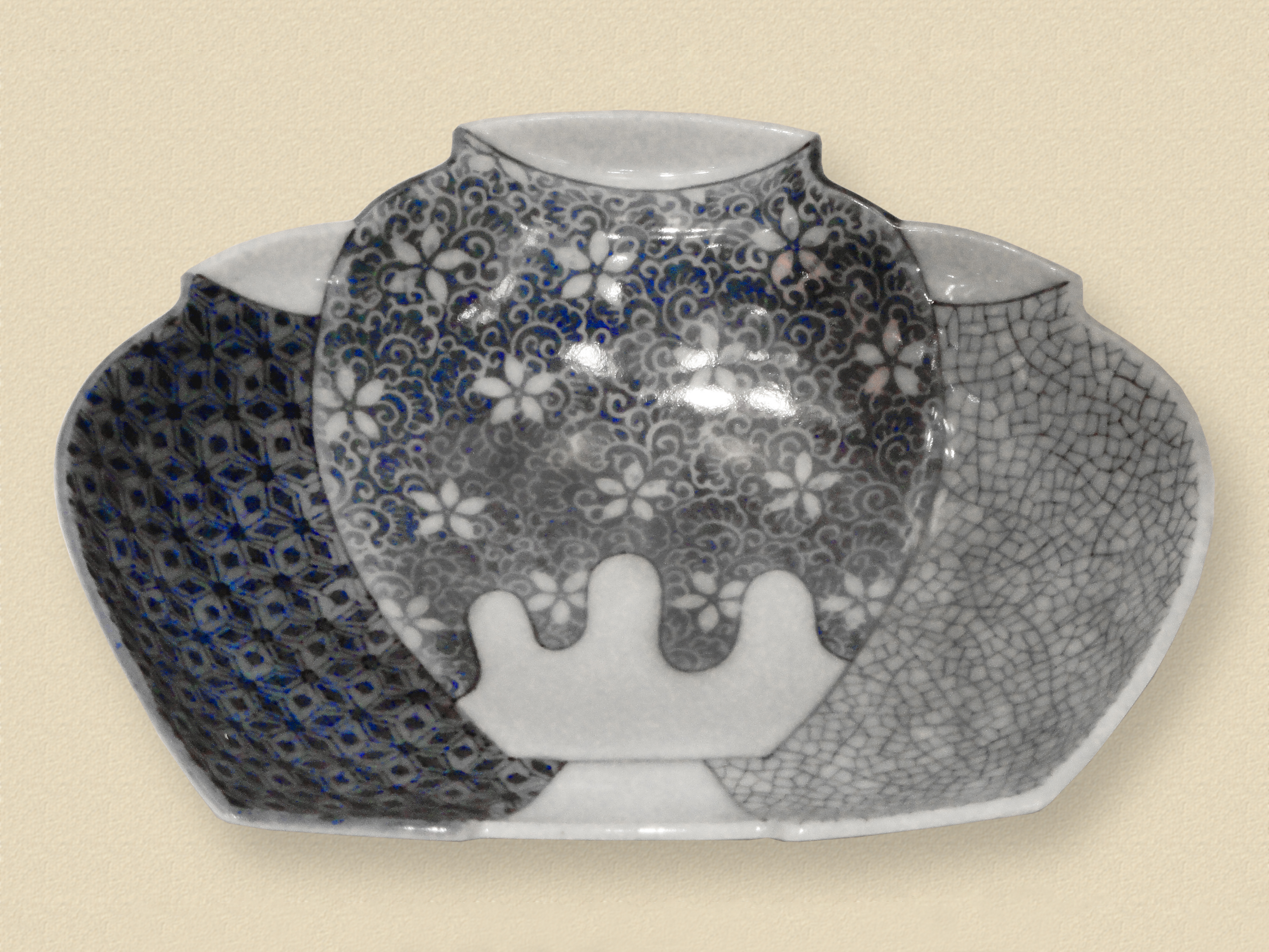
染付三壺文三壺形皿 加德納陶瓷博物館

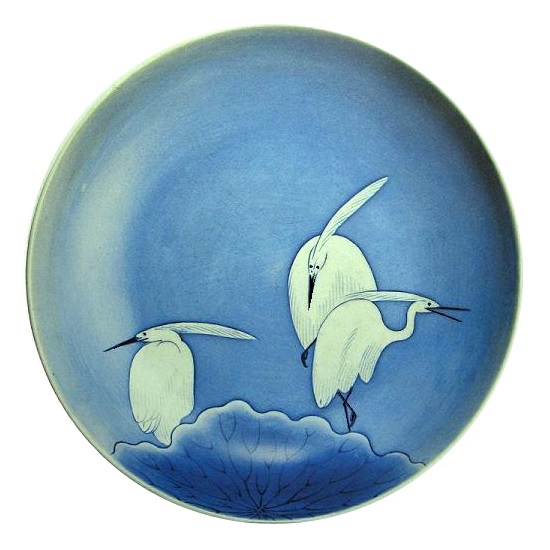
鷺文皿

## 關聯項目
- 佐賀藩
- 伊萬里瓷
- 有田燒

## 外部連結
- 伊万里大川内山 （页面存档备份，存于）
- 伊万里市教育委員会 （页面存档备份，存于）
- 今右衛門 （页面存档备份，存于）